# نوربرت كينان
نوربرت كينان (بالإنجليزية: Sir Norbert Michael Keenan)‏ هو سياسي أسترالي، ولد في 30 يناير 1864 في جمهورية أيرلندا، وتوفي في 1954 في أستراليا. انتخب عضو الجمعية التشريعية لأستراليا الغربية.